# Śpiąca królewna (bajka muzyczna)
Śpiąca królewna – polska bajka muzyczna dla dzieci z czasów PRL-u, z tekstem Janiny Gillowej, muzyką Mieczysława Janicza, w reżyserii Wiesława Opałka. Zespół instrumentalny pod kierownictwem Mieczysława Janicza. Wydana jako single, płyta 45-obrotowa (Muza N).

## Obsada

### Pierwsza wersja dubbingu
Obsada:
- Jan Matyjaszkiewicz (narrator)
- Barbara Krafftówna (królewna)
- Henryk Borowski (król)
- Krystyna Kamieńska (królowa)
- Halina Głuszkówna (wróżka 1)
- Teresa Lipowska (wróżka 2)
- Jadwiga Wejcman (wróżka 3)
- Halina Michalska (zła wróżka)
- Wiesław Michnikowski (książę)
- Mieczysław Czechowicz (kucharz)
- Danuta Mancewicz (kuchcik)
- Stanisław Bieliński (herold)

### Druga wersja dubbingu
Wersja polska: Master Film dla TVN

Reżyseria: Andrzej Chudy

Czytał: Paweł Szczesny